# مصفوفة سيطرة الوصول
في علم أمن المعلومات مصفوفة سيطرة الوصول أو مصفوفة الوصول (بالإنجليزية: Access Control Matrix)‏ هي مجرد مفهوم نظري ونموذج أمني معتمد لوصف الحالة الأمنية في نظام الكمبيوتر، التي توضح الحقوق لكل فاعل في النظام بالنسبة لأي مفعول به في النظام. وهنا نقصد بالفاعل والمفعول به
(Subject (e.g. processes, users ..etc) and Object (e.g. resources, files etc)).
قدمت في البداية بواسطة بتلر لامبسون عام 1971.
الحالة الأمنية لأي نظام كمبيوتر يمكن وصفها بـعدد من المفاعيل به O أو الحاويات التي تحتاج إلى الحماية مثل ما ذكرنا سابقا الملفات والعمليات الخ وعدد من الفواعلٍ S التي تحتوي على حاويات أو عمليات نشطة مثل المستخدمين وعمليات النظام بالإضافة إلى مجموعة محددة من الحقوق R التي تعطى إلى الفواعل بهذا الشكل r(s,o) حيث أن:
s≤S
o≤O
r(s,o)≤R
وبذلك يكون الحق هو نوع الوصول المسموح للفاعل بأن يؤديه على المفعول به.